# Maynard Solomon
Maynard Solomon (5 de enero de 1930-28 de septiembre de 2020) fue un musicólogo y productor musical estadounidense, cofundador de Vanguard Records y autor de célebres biografías de Mozart y Beethoven.

## Libros publicados
- Marxismo y Arte (1973)
- Mozart (1994)
- Beethoven: Vida e Obra (1987)
- Beethoven (1998)
- Memorias de Beethoven (2003) por Gerhard Von Breuning y Maynard Solomon
- Late Beethoven: Music, Thought, Imagination (2004)
- Mozart: Una vida (1995)